# Tania Coria
Tania Coria (Corralito, provincia de Córdoba, Argentina) es una exfutbolista argentina. Fue una de las primeras futbolistas de Talleres y es una de las goleadoras históricas de la institución.
Su hermana Aldana Coria también es futbolista. Ambas compartieron plantel en Talleres y en Unión Florida.

## Trayectoria
Coria comenzó a jugar en Talleres en 2012, cuando se formó la división femenina dentro del club. Las Matadoras tuvieron un gran debut, manteniendo el invicto durante una serie extensa de partidos en los que Coria como una de las goleadoras. En 2015, fue la segunda mayor goleadora de la temporada, solo detrás de Florencia Zabala. En 2016, anotó un triplete ante Libertad.
En 2019 defendió los colores de San Cayetano de Río Cuarto y para 2021 volvió a la Liga Cordobesa de Fútbol para jugar en Unión Florida. En 2022, defendió los colores de Argentino Colonial.

## Clubes
| Club               | País      | Año       |
| ------------------ | --------- | --------- |
| Talleres           | Argentina | 2012-2016 |
| San Cayetano       | Argentina | 2019      |
| Unión Florida      | Argentina | 2021      |
| Argentino Colonial | Argentina | 2022      |